# CONMEBOL
CONMEBOL sau CSF (CONfederación sudaMEricana de FútBOL, 
Confederația Sudamericană de Fotbal) este corpul adminstrativ al fotbalului în majoritatea țărilor Americii de Sud.
A fost fondată la 9 iulie 1916, datorită uruguayanului Héctor Rivadavia Gómez care și-a materializat proiectul de a uni fotbalul de pe continent. Argentina, Uruguay, Brazilia și Chile au fost țările fondatoare, în timpul unui campionat de fotbal sud-american desfășurat la Buenos Aires cu ocazia sărbătoririi centenarului independenței Argentinei  (mai târziu, acest campionat a fost recunoscut retrospectiv ca fiind prima Copa América). Paraguay (1921), Peru (1925), Bolivia (1926), Ecuador (1927), Columbia (1936) și Venezuela (1952) au devenit la rândul lor membre a confederației sud-americane. Astăzi, CONMEBOL face parte din FIFA și se ocupă de organizarea tuturor activităților de fotbal la nivel profesionist din țările menționate. Sediul permanent se află la Luque, Paraguay (în apropiere Asunción); iar președintele în funcție (până îm 2006) al Comitetului Executiv este Dr. Nicolás Leoz.
Deși se află în Amercia de Sud, Guyana, Surinamul și Guiana Franceză nu sunt membri ai CONMEBOL - asociațiile lor naționale sunt membre a CONCACAF.

## Națiuni CONMEBOL
| Țara      | Asociația | Fondată | Asociată | Echipe     | Prima Divizie          |
| --------- | --------- | ------- | -------- | ---------- | ---------------------- |
| Argentina | AFA       | 1893    | 1916     | ARG (MF)   | Primera División       |
| Bolivia   | FBF       | 1925    | 1926     | BOL (M, F) | Liga Profesional       |
| Brazilia  | CBF       | 1914    | 1916     | BRA (MF)   | Série A                |
| Chile     | FFC       | 1895    | 1916     | CHI (M, F) | Primera División       |
| Columbia  | FCF       | 1924    | 1936     | COL (MF)   | Primera A              |
| Ecuador   | FEF       | 1925    | 1927     | ECU (MF)   | Serie A                |
| Paraguay  | APF       | 1906    | 1921     | PAR (MF)   | Primera División       |
| Peru      | FPF       | 1922    | 1925     | PER (MF)   | Torneo Descentralizado |
| Uruguay   | AUF       | 1899    | 1916     | URU (MF)   | Primera División       |
| Venezuela | FVF       | 1926    | 1952     | VEN (MF)   | Primera División       |

## Competiții CONMEBOL
- Copa Libertadores
- Copa América
- Copa Sudamericana
- Recopa Sudamericana